# Anja Brüggler
Anja Brüggler (* 31. März 1989) ist eine ehemalige österreichische Naturbahnrodlerin. Sie erreichte im Doppelsitzer mit Rupert Brüggler den dritten Platz in der Gesamtwertung des Interkontinental-Cups 2005/2006 und bei Juniorenwelt- und Europameisterschaften zweimal den sechsten Platz.

## Karriere
Anja Brüggler begann 2002 mit dem Naturbahnrodeln. Im Winter 2004/2005 erzielte sie im Einsitzer den siebenten Gesamtrang im Interkontinental-Cup. In den Saisonen 2005/2006 und 2006/2007 startete sie gemeinsam mit Rupert Brüggler im Doppelsitzer. In beiden Jahren gelang ihnen jeweils ein Podestplatz, womit sie in der Saison 2005/2006 den dritten und in der Saison 2006/2007 den sechsten Platz im Gesamtklassement erzielten. Gemeinsam nahmen sie auch an der Juniorenweltmeisterschaft 2006 in Garmisch-Partenkirchen und an der Junioreneuropameisterschaft 2007 in St. Sebastian teil, wo sie jeweils auf Rang sechs fuhren. Zudem wurden sie 2006 und 2007 Österreichische Juniorenmeister im Doppelsitzer.
Im Sommer startete Anja Brüggler bis 2007 auch bei Wettkämpfen im Rollenrodeln, sowohl im Einsitzer als auch im Doppelsitzer. Von 2008 bis 2010 nahm sie an keinen Wettkämpfen teil, aber 2011 startete sie wieder in einem Rennen des Austrian Rollenrodelcups.

## Sportliche Erfolge
(mit Rupert Brüggler)

### Juniorenweltmeisterschaften
- Garmisch-Partenkirchen 2006: 6. Doppelsitzer

### Junioreneuropameisterschaften
- St. Sebastian 2007: 6. Doppelsitzer

### Interkontinentalcup
- 3. Gesamtrang im Doppelsitzer in der Saison 2005/2006